# Wolfram von Eschenbach

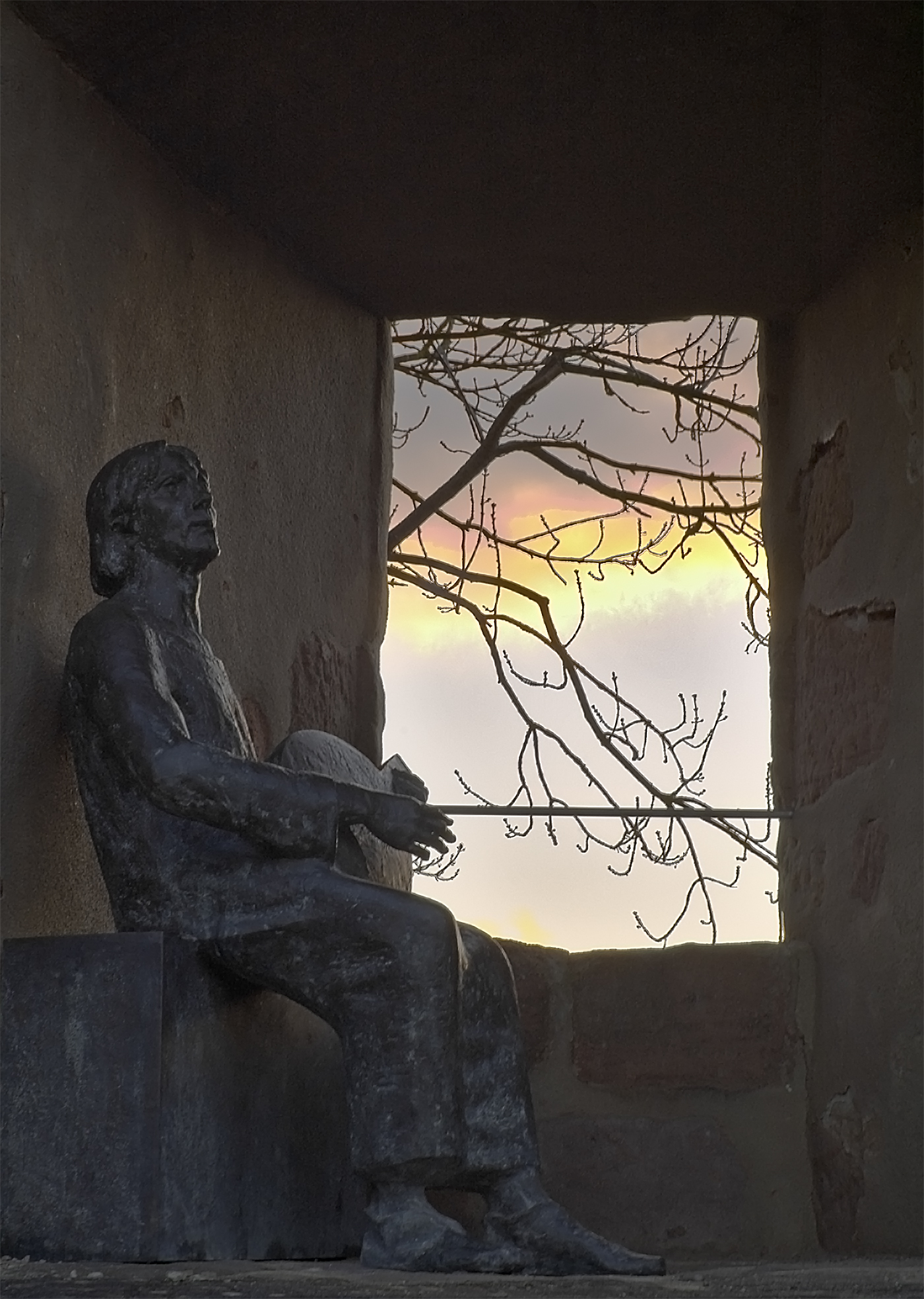
Socha Wolframa von Eschenbach na hradě Abenberg

Wolfram von Eschenbach (asi 1170 – asi 1220) byl německý rytíř, básník a minnesängr. Je řazen mezi největší epické básníky své doby, ale věnoval se i poezii lyrické.
O jeho životě se ví jen velmi málo, podle jména se usuzuje, že se narodil v bavorském Obereschenbachu v Ansbachu (nyní Wolframs-Eschenbach). Pocházel z drobné šlechty, žil jako rytíř, pobýval u šlechtických příznivců ve středním Německu a ve Štýrsku, delší dobu žil na Wartburgu. Svým dílem Parzival se stal vrcholným představitelem německého dvorského eposu.

## Dílo
- Parzival (asi 1200–1210), rozsáhlý epos napsaný ve střední horní němčině, zpracovaný částečně podle francouzské předlohy Perceval od Chrétiena de Troyes. V eposu je spojena artušovská látka s mystickými pověstmi o svatém Grálu. Jde o vývojový středověký román, ve kterém se Parzival změní z prostého a naivního „hlupáčka" ve skutečného rytíře a krále družiny rytířů sv. Grálu. Epos má složitou kompozici, četné exkursy (odbočky od hlavního děje) a originální úvahy o rytířském životě.[1]
- Willehalm (po 1212), fragment eposu o bojích Francouzů s Araby v 9. století, napsaný podle chanson de geste Aliscans, ve kterém je náboženská nenávist předlohy nahrazena myšlenkou tolerance.
- Titurel (asi po 1217), fragment eposu, ve kterém je rozvedena jedna milostná epizoda z eposu Parzival. Wolframův vztah k ženě nedí dán pouze rytířskou galantností a dvorností. Básník oslavuje manželskou lásku a věrnost, ve které je skutečné štěstí.
- Tagelied (Jitřní písně), milostná lyrika (dochovalo se osm písní), kterou psal jako minnesängr a ke které skládal i hudbu (ta se nedochovala):[2]
  - Den morgenblic bî wahtaeres sange erkôs,
  - Ez ist nu tac!,
  - Sîne klâwenv,
  - Von der zinnen,
  - Der helnden minne ir klage,
  - Ein wîp mac wol erlouben mir,
  - Ursprinc bluomen, loup ûzdringen,
  - Guot wîp, ich bitte dich minne.

## Ohlasy Wolframova díla v hudbě
Wolframův epos se stal předlohou oper Richarda Wagnera Lohengrin (jde o Parzivalova syna) a Parsifal. Ve Wagnerově opeře Tannhäuser Wolfram von Eschenbach přímo vystupuje.

## Česká vydání
- Ve službách paní, Evropský literární klub, Praha 1941, přeložil Antonín Hartl, výbor z dvorských pěvců, ve kterém je obsažena jedna Wolframova píseň pod názvem Svítáníčko.
- Vladimír Donát. Parsifal: román pro mládež podle klasické předlohy Wolframa z Eschenbachu. Ilustrace Vincenc Hehl. 1. vyd. Praha: Vyšehrad, 1942.
- Parzival, Aula, Praha 2000, přeložil Jindřich Pokorný.

| Současně s tímto svérázným a sršatým geniem hluboce náboženských myšlenek [tj. Wolframem von Eschenbach, pozn. Wiki] tvořil největší formální umělec v středohornoněmeckém básnictví; naplnitel, ba již také i přehodnotitel rytířsko-epické tradice, Gottfried von Strassburg. |
| Hugo Siebenschein a Leopold Zatočil |